# بابلو لاكوست
بابلو لاكوست (بالإسبانية: Pablo Martín Lacoste)‏ هو لاعب كرة قدم أوروغواياني في مركز الدفاع، ولد في 15 يناير 1988 في مونتفيدو في الأوروغواي. لعب مع نادي دانوبيو ونادي راسينغ مونتيفيديو ونادي فلامورتاري فلوره.

## وصلات خارجية
- بابلو لاكوست على موقع قاعدة بيانات كرة القدم.إي يو (الإنجليزية)
- بابلو لاكوست على موقع Soccerway.com (الإنجليزية)
- بابلو لاكوست على موقع عالم كرة القدم.نت (الإنجليزية)